# Dokós
La isla de Dokós (en griego, Δοκός) es una pequeña isla griega del golfo Argo-Sarónico, adyacente a la isla de Hidra, y separada del Peloponeso por un estrecho llamado en algunos mapas golfo de Hidra. La isla está poblada únicamente por algunos monjes ortodoxos y por perennes manadas de ovejas.
En sus aguas se encontró el llamado Pecio de Dokós, considerado el yacimiento arqueológico submarino más antiguo excavado.
- Datos: Q1140015
- Multimedia: Dokos / Q1140015